# Премія «Люм'єр» за найкращий анімаційний фільм
Премія «Люм'єр» за найкращий анімаційний фільм (фр. Prix du meilleur film d'animation) одна з премій, яку присуджує французька Академія «Люм'єр» (фр. Académie des Lumières) з 2017.

## Переможці та номінанти
Нижче наведено список лауреатів та номінантів премії. Імена переможців виділені окремим кольором.

### 2010-ті
| Рік        | Назва українською                  | Оригінальна назва                           | Режисер (и)                     |
| ---------- | ---------------------------------- | ------------------------------------------- | ------------------------------- |
| 2017 22-га | ★ Життя Кабачка                    | Ma vie de Courgette                         | Клод Барра                      |
| 2017 22-га | Дівчина без рук                    | La jeune fille sans mains                   |                                 |
| 2017 22-га | Луїза взимку                       | Louise en hiver                             |                                 |
| 2017 22-га | На даху світу                      | Tout en haut du monde                       | Ремі Шає                        |
| 2017 22-га | Червона черепаха                   | La Tortue Rouge                             | Мікаель Дюдок де Віт            |
|            |                                    |                                             |                                 |
| 2018 23-тя | ★ Великий злий лис та інші історії | Le Grand Méchant Renard et autres contes... | Бенжамін Реннер та Патрік Ембер |
| 2018 23-тя | Зомбіленіум                        | Zombillénium                                | Артур де Пінс та Алексіс Дюкор  |
| 2018 23-тя | Таємне життя комах                 | Drôles de petites bêtes                     | Антон Крінгс та Арно Борон      |
|            |                                    |                                             |                                 |
| 2019 24-та | ★ Ділілі в Парижі                  | Dilili à Paris                              | Мішель Осело                    |
| 2019 24-та | Астерікс і таємне зілля            | Astérix : Le Secret de la potion magique    | Луї Кліші, Александр Астьє      |
| 2019 24-та | Мутафуказ                          | Mutafukaz                                   | Седзіро Нісімі, Гійом Ренар     |
| 2019 24-та | Пачамама                           | Pachamama                                   | Хуан Антін                      |